# Octonoba aurita
Octonoba aurita är en spindelart som beskrevs av Dong, Zhu och Yoshida 2005. Octonoba aurita ingår i släktet Octonoba och familjen krusnätsspindlar. Inga underarter finns listade i Catalogue of Life.